# Walter Sommer (Architekt, Deutschland)
Walter Sommer  (* 26. Dezember 1908 in Griesbach im Rottal; † 22. Mai 1972 in Bremen) war ein deutscher Architekt.

## Biografie
Sommer war der Sohn des Amtsgerichtsdirektors Emil Sommer und von Sophie Sommer, geb. Renner. Er absolvierte 1927 sein Abitur am Humanistischen Gymnasium in Eichstätt. Danach machte er ein Praktikum im Bauwesen. Von 1927 bis 1930 studierte er Architektur an der Technischen Hochschule Stuttgart und zwischendurch (1929/30) arbeitete er in einem Münchener Architekturbüro.
1930 wirkte er im Stadtbauamt Ingolstadt. Von 1933 bis 1935 war er Hilfsassistent am Lehrstuhl von Paul Schmitthenner (TH Stuttgart), einem Hauptvertreter der Stuttgarter Schule, und Mitarbeiter in dessen Architekturbüro.

1935/36 war er am Stadtbauamt Hildesheim beschäftigt und von 1936 bis 1938 beim Stadtbauamt Bremen sowie von 1938 bis 1942 beim Bauverwaltungsbezirk Schleswig (Hörnum, Langeoog und Wilhelmshaven). In dieser Zeit gewann er bei verschiedenen Bauwettbewerben mehrere erste Preise. Von 1942 bis 1944 diente er im Zweiten Weltkrieg beim Heer in Frankreich und war in Frankreich bis 1946 in US-amerikanischer Kriegsgefangenschaft.
Sommer wirkte von 1946 bis 1958 als	Stadtbaurat der Stadt Remscheid. Er promovierte 1950 an der Fakultät für Baukunst der Technischen Hochschule Braunschweig zum Thema ostfriesischer Kirchen.

Von 1959 bis 1972 war Sommer Partner im Architekturbüro mit Carl Rotermund in Bremen; Rotermund war sein Schwiegervater. Der preisgekrönte Schulbauentwurf Schultyp Bremen-Huchting wurde als Schule am Willakedamm 1959 realisiert. Als Wettbewerbssieger plante das Büro 1969/1970 das Hallenbad Süd in Bremen-Neustadt in den Grünanlagen der Neustadtswallanlagen. Durch sein markantes Dach mit den zwei stählernen Pylonen ist dieser Bau ein Wahrzeichen der Neustadt geworden.
Sommer war verheiratet mit der Architektin Inge Sommer, geb. Rotermund. Der Hochschullehrer Manfred Sommer ist einer der beiden Söhne.

## Werke
Im Büro Rotermund – Sommer:
- Schule Willakedamm, Bremen – Huchting, 1959
- Schule Karl-Lerbs-Straße, Bremen – Neustadt
- Schule Wilhelm-Leuschner-Straße, Bremen – Vahr,  1965
- Schule sowie Turn- und Lehrschwimmhalle, Ahlhorn
- Schulzentrum Syke mit Turn- und Lehrschwimmhalle
- Verlagshaus Schünemann, Sanierung, Bremen – Mitte
- Gothaer Versicherung, Bremen – Mitte zusammen mit Rolf Störmer
- Altentagesstätte Neuenland, Bremen – Neustadt
- Hallenbad Süd, Bremen – Neustadt, 1970
- Rathaus Lingen, um 1966
- Rathaus Großenkneten